# Порт Галіб
Порт Галіб (араб. араб. بورت غالب, фр. Port Ghalib) — нове приморське місто та єгипетський порт, розташований на Червономорській Рив'єрі на півдні Єгипту, поблизу міжнародного аеропорту Марса-Алам.
Місто будується з початку 2000-х років і досі знаходиться в стадії розбудови.
Побудоване навколо марини, призначеної, зокрема, для розміщення круїзних суден, воно має великий курорт, магазини та конференц-центр.
Місто перетнуте різними каналами.
Бейонсе дала там свій єдиний єгипетський концерт під час світового туру I Am... 6 листопада 2009 року.